# Židé v období helénistických říší

Rozsah říší diadochů roku 301 př. n. l. (modrá: Ptolemaiovci, žlutá: Seleukovci

Židé v období helénistických říší žili převážně v Judsku, jež po dvou stech letech vlády Peršanů dobyl Alexandr Veliký. Jeho předčasná smrt roku 323 př. n. l. znamenala rozdělení jeho říše a počátky bojů o jeho dědictví. Judsko se nacházelo na rozhraní ptolemaiovské a seleukovské říše. Roku 312 toto území získali Ptolemaiovci, po sérii válek však Judsko nakonec roku 200 dobyli Seleukovci.
Boje mezi Ptolemaiovci a Seleukovci se negativně promítal i do života judské společnosti. Spor vznikl na základě otázky, zda se v tomto boji o Palestinu přiklonit na ptolemaiovskou či seleukovskou stranu, a postavil proti sobě zprvu proseleukovskou hierokracii (tj. kněžskou aristokracii, rod Oniadovců) a proptolemaiovskou aristokracii (rod Tobiadovců). Tobiadovci se dokázali ve správnou chvíli postavit na stranu Seleukovců, takže jejich moc byla na úkor hierokracie po dobytí Judska Seleukovci ještě posílena.
Moc laické aristokracie nakonec stoupla natolik, že prosazovala své velekněze a snažila se o širokou helénizaci židovské společnosti. Když se pak helénisté opovážili sáhnout dokonce po chrámovém pokladu, vypuklo v Jeruzalémě povstání, jež však bylo potlačeno a židovské náboženství bylo zakázáno. To však aktivizovalo dosud poměrně pasivní široké nižší vrstvy obyvatelstva, do jejichž čela se postavili Makabejští. Makabejské povstání (167–160) se Seleukovcům nepodařilo potlačit, takže jejich moc v Judsku slábla, až Judsko za Šimona Makabejského (142–135), zakladatele hasmoneovské dynastie, dospělo k úplné samostatnosti.
Významná židovská komunita žila kromě Judska a Samařska také v Egyptě. Jednalo se zejména o Židy, kteří uprchli okolo roku 586 po zániku judského království nebo kteří zde byli odvlečeni po roce 312 během válek diadochů. Nejvýznamnější komunita žila v Alexandrii, kde také vznikla Septuaginta, řecký překlad starozákonních knih.

## Alexandr Veliký a Ptolemaiovci (333–200)

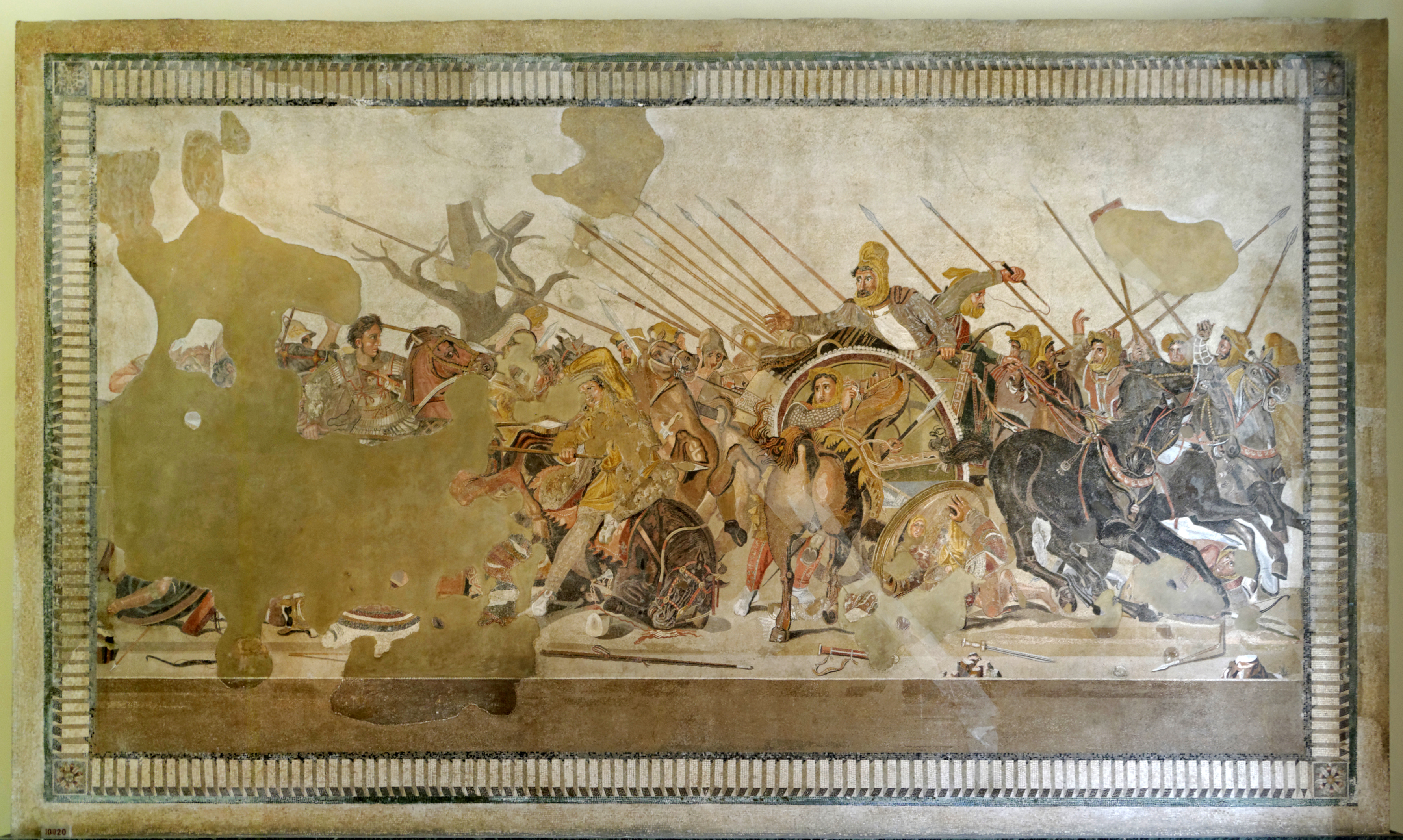
Vítězství v bitvě u Issu (333) Alexandrovi Velikému umožnilo obsadit mj. Palestinu

### Alexandr Veliký a boje diadochů
Již ke konci období perské říše pronikal do Palestiny, v níž žila většina Židů, řecký vliv. Rozmach helénizace však nastal až po roce 333 př. n. l., kdy Alexandr Veliký při svém vojenském tažení porazil perské vojsko v bitvě u Issu, podmanil si Foinikii a obsadil Palestinu i Egypt. Při tomto tažení se opět projevily rozpory v palestinské poexilní společnosti. Zatímco Samařané Alexandra při obléhání Foinikie podpořili, Židé přísahali věrnost perskému králi Dareiovi III. Po Alexandrově vítězství mu však Židé vyšli podle legendárního vyprávění Josefa Flavia vstříc. Vojevůdce se rozhodl upřednostnit Židy před Samařany, a poskytl jim proto poměrně velkou autonomii. Samařané se s tím nehodlali smířit a upálili Alexandrova místodržícího, na což Alexandr odpověděl dobytím Samařska a usazováním Makedoňanů v této oblasti.
Když roku 323 Alexandr zemřel, rozpoutaly se o jeho dědictví války diadochů. Proti Ptolemaiovi I., jenž si nárokoval Egypt a Palestinu, se postavil Antigonos I. Monofthalmos, jeho vojsko však bylo roku 312 v bitvě u Gazy poraženo a Palestinu ovládl Ptolemaios. Ten odvlekl část obyvatelstva do Egypta, což postihlo zejména velkou část židovské elity, která podporovala Antigona. Část obyvatel odešla do Egypta také dobrovolně. Tím byly položeny základy židovské diaspory v Alexandrii.

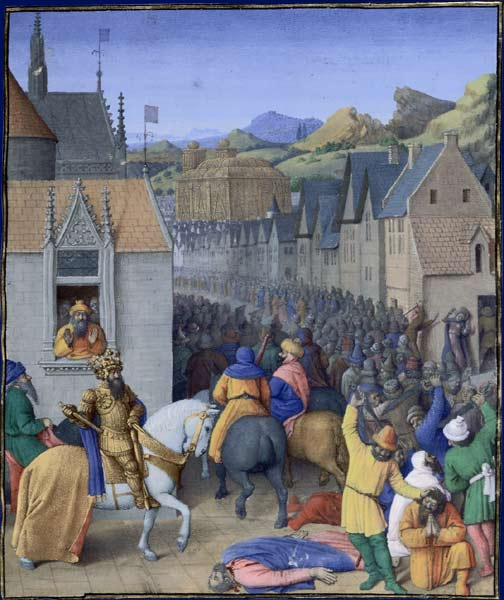
Jean Fouquet: Ptolemaios I. Sótér roku 320 př. n. l. vjíždí do Jeruzaléma

### Ptolemaiovská říše (312–200)
Ptolemaios podobně jako v celé své říši prosazoval také v Palestině proces centralizace, veškerá půda se považovala za královo osobní vlastnictví. Cílem správců v čele jednotlivých krajů (nomoi) bylo mj. zvyšovat daňové výnosy, což vedlo k rostoucímu daňovému zatížení i centrálnímu plánovanému hospodářství, na druhou stranu však také k hospodářskému růstu a technologickému pokroku. Pozitivní efekty egyptské správy se dotkly zejména židovské nobility, která proto zaujala pozitivní vztah k řecké kultuře a stala se složkou společnosti, jež se nejrychleji helénizovala.
V průběhu 3. století Syropalestinu postihly další války. Seleukovci, kteří koncem 4. století stáli Ptolemaiovcům po boku, se nyní ve snaze získat toto území proti Ptolemaiovcům postavili. V sérii válek Ptolemaiovci nejdříve dokázali svá území uhájit, postupně však byla mocenská převaha v této oblasti nabourávána. To mělo své důsledky i pro židovskou společnost. Jeruzalémský velekněz se postavil na stranu Seleukovců a odmítal platit Ptolemaiovcům tribut. Proti němu se postavil Josef ben Tobiáš, jenž širokou získal podporu obyvatelstva, které se bálo ptolemaiovských represí. Nakonec byl Josef jmenován výběrčím daní, v nové pozici se však obrátil proti lidu. Zvyšování daní vedlo k růstu sociálních rozdílů a židovská společnost se stále více dělila na „chudé zbožné“ a „bohaté helénizované“.
Tobiadovci se nakonec de facto stali vládnoucím rodem, avšak i uvnitř něj nastaly spory ohledně otázky, zda podporovat dále Ptolemaiovce, či se přiklonit k Seleukovcům. Nakonec vyhráli jeruzalémští proseleukovští Tobiadovci. Když proto roku 200 v páté syrské válce Antiochos III. získal Palestinu, nezvedl se zde proti němu žádný odpor.

## Seleukovská říše (200–135)

### Zápas hierokracie a aristokracie
Ačkoli Antiocha III. podporoval velekněžský rod i rod Tobiadovců, což seleukovský král odměnil možností dále pokračovat v uctívání Hospodina, záhy se projevily rozpory mezi těmito dvěma skupinami. Dělicím prvkem se stal opět vztah k říším – když byla Seleukovská říše oslabena boji s římskou říší a roku 188 ztratila Malou Asii a následujícího smrtí Antiocha III., rozhodla se kněžská vrstva v čele s veleknězem Oniášem III. podporovat zájmy Ptolemaiovců. Židovská aristokracie to hbitě Seleukovi IV. oznámila a přidala informaci, že se v Chrámu nachází obrovský poklad. Když král vyslal svého zástupce, aby celou záležitost prošetřil, málem v Jeruzalémě vypukla občanská válka.

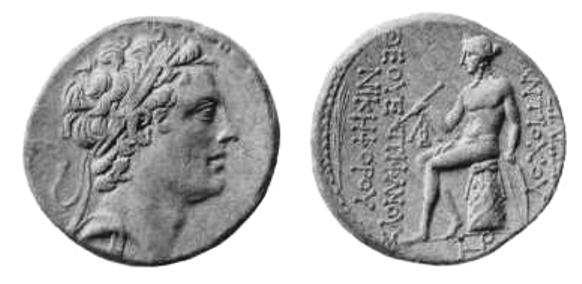
Mince Antiocha IV.

Záhy poté byl Seleukos IV. zavražděn a na jeho místo dosedl Antiochos IV. Epifanés (175–164). Této změny laická aristokracie ihned využila a zmocnila se v Judsku vlády, přičemž králi slíbila, že mu bude platit větší tribut. Aristokraté rovněž jmenovali ještě za života dosavadního velekněze Oniáše III. nového velekněze Jásona, jenž byl sice rovněž z rodu Oniadovců, zastával však výrazně prohelénské pozice. Také s jeho pomocí zahájili aristokraté stavbu gymnasionu nedaleko Chrámu. Brzy si však u Antiocha IV. získal přízeň Meneláos, jemuž král přiřkl titul velekněze, ačkoli nepocházel z kněžského rodu Sádokovců. Ovšem když Meneláos sáhl na chrámový poklad, vypuklo povstání v čele s Jásonem, který rázem přešel od prohelénských ke konzervativním kruhům a vyhnal přívržence Seleukovců z Jeruzaléma.
Již roku 169 však museli povstalci a další přívrženci Ptolemaiovců z Jeruzaléma prchnout před vojskem Antiocha IV., jež pak za Meneláovy asistence vydrancovalo Chrám. Další neklid ve městě nastal roku 167 při ztroskotání Seleukovského tažení do Egypta, Seleukovci proto v Jeruzalémě vybudovali pevnost Akra a nechali ve městě vojenskou posádku. Antiochos IV. rovněž vydal edikty platné pro celou říši, podle nichž měli obyvatelé celé říše uctívat stejný kult a podrobit se helénizaci, což znamenalo zákaz židovského náboženství.

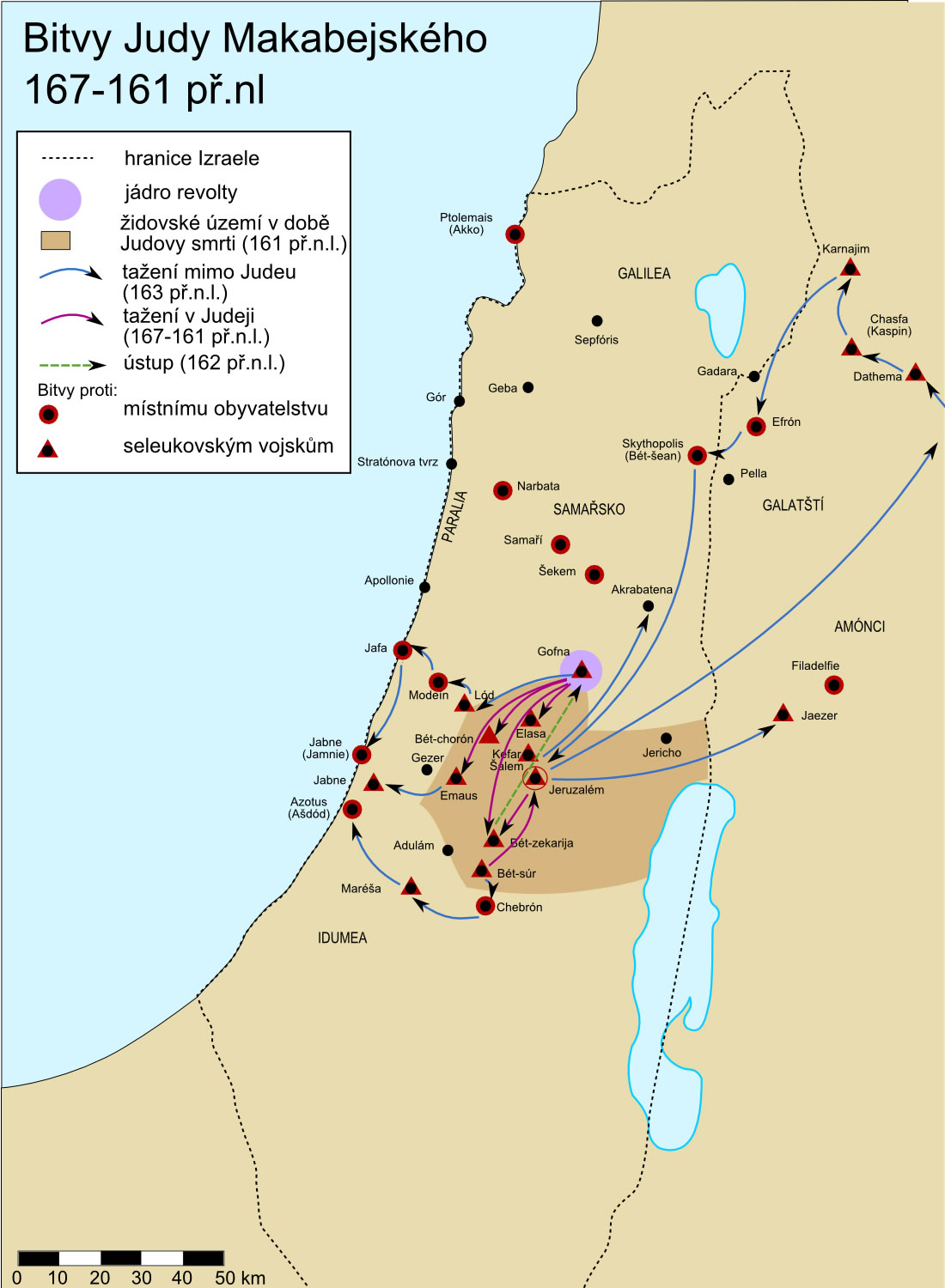
Bitvy Judy Makabejského

### Makabejské povstání
Antiochův edikt aktivizoval běžné obyvatelstvo, které v dosavadních převratech a povstáních zůstávalo většinou pasivní. Vůdcem odporu se stal Matitjáš Makabejský a Juda Makabejský, jenž dokázal získat mnoho přívrženců, s nimiž pak proti seleukovským silám vedl partyzánskou válku. Když se místokrál Lysias vydal s vojskem do Judska zjednat pořádek, byl drtivě poražen. Makabejští pak roku 164 dobyli Jeruzalém a obnovili židovský chrámový kult, což dodnes připomíná svátek Chanuka. Bylo to zrovna ve chvíli oslabení Seleukovské říše, říše se vyčerpávala boji s Parthy, stejného roku navíc zemřel Antiochos IV., takže seleukovské vojsko vedené opět Lysiasem se muselo z Judska vrátit do centra říše, aniž by došlo k rozhodující bitvě.
Král Démétrios I. vyslal do Jeruzaléma svého zástupce s vojskem nabídkou míru. Seleukovci dovolili uctívat Hospodina a Alkimos, umírněný helénista prosazovaný Seleukovci, byl přijat za velekněze. Vratký mír však brzy skončil a boje se rozpoutaly znovu. Tažení seleukovského vojska proti Makabejským bylo i tentokrát neúspěšné. Vzápětí však došlo k novému tažení, jelikož povstalci uzavřeli spojenectví s římskou říší, a Seleukovci se proto rozhodli rychle celou záležitost ukončit ve svůj prospěch. Při bitvě roku 160 byl sice Juda Makabejský zabit, jeho bratr Jonatán Makabejský však v bojích dále pokračoval a nakonec donutil Seleukovce zcela opustit Judsko.
Seleukovci nakonec Jonatánovi přiznali hodnost velekněze, to však přispělo jen k dalšímu štěpení judské společnosti – skupina nazývaná chasidim („zbožní“), původní spojenci Makabejských, nesouhlasila s tím, že se veleknězem stal člověk, který nebyl z kněžského rodu, a tak Jeruzalém opustila a přetvořila se v esejské hnutí. Jonatán sice po dlouhém období zmatků dokázal opět zemi konsolidovat, a dokonce rozšířit její území a vymoci si na králi Démétriovi II. snížení daní, jeho vláda však byla zároveň spojena s perzekucí laického aristokratického rodu Tobiadovců i s útlakem chudých skupin obyvatelstva.

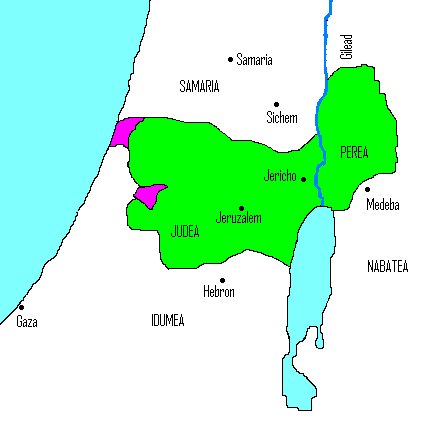
Rozsah moci Judy Makabejského (142–135), územní zisky vyznačeny fialově

Nový král Diodotos Tryfón (142–138) se jako poslední Seleukovec pokusil prosadit v Judsku svou moc a nechal Jonatána zavraždit. Judské obyvatelstvo ovšem nečekalo, až Diodotos určí nového velekněze, a samo si roku 142 zvolilo za velekněze Šimona Makabejského. Ten dokázal upevnit svou moc jak v Judsku, tak i v dalších oblastech a stal se zakladatelem hasmoneovské dynastie, jež vládla v svobodném Judsku.

## Židovská diaspora
Důležitou komunitou Židů žijících mimo Judsko a Samařsko byla židovská diaspora v Egyptě. První významnější centrum představovala Elefantína (hebrejsky Jéb, česky Sloní ostrov), kde již od 6. století stál chrám, v němž se odehrávala starobylá forma židovské bohoslužby. Informace o ní máme z nalezených Elefantinských papyrů. Roku 411 byl ovšem tento chrám zničen. Pro studium poměrů Židů v diaspoře je důležitý, pravděpodobně se nevyhnul synkretismu, jak dokládá literatura. Význačné množství Židů pak do Egypta prchlo po dobytí judského království babylonskou říší, zničení jeruzalémského chrámu roku 586 a zavraždění babylonského správce.
Zatímco tato skupina se skládala především z nižších vrstev obyvatelstva, ve skupině, jež byla po roce 312 do Egypta zavlečena během již zmíněných válek diadochů, bylo také mnoho příslušníků společenské elity. Příchod (respektive přivlečení) těchto Židů podnítilo rozvoj židovské komunity v Alexandrii. Snad již za vlády Ptolemaia II. (tak to alespoň tvrdí legendární vyprávění v Listě Aristeově) zde vznikl řecký překlad starozákonních knih, nazývaný Septuaginta.
Další skupina uprchlíků přišla do Egypta v souvislosti s makabejskými válkami. Snad nejvýznamnějším uprchlíkem se stal velekněz Oniáš IV., jenž byl roku 163 donucen prchnout z Jeruzaléma, aby uvolnil místo Alkimovi. Oniáš se uchýlil do Leontopole, kde postavil schizmatický chrám, v němž se konaly bohoslužby až do jeho uzavření roku 73 n. l.